# Odynerus chloroticus
Odynerus chloroticus är en stekelart som beskrevs av Spinosa. Odynerus chloroticus ingår i släktet lergetingar, och familjen Eumenidae. Inga underarter finns listade i Catalogue of Life.